# Stanisław Paklepka
Stanisław Paklepka (łac. Paclesius, zm. 1567 w Lublinie) – jeden z pierwszych polskich kalwinistów, później członek wspólnoty braci polskich.
Studiował na Akademii Krakowskiej w roku 1551 i od 1558 do 1560. Był opiekunem polskich studentów w Bazylei. 
Na synodzie Pińczowie w 1562 roku, Stanisław Paklepka oraz Grzegorz Paweł z Brzezin odrzucili doktrynę o Trójcy Świętej jako koncepcję papieską, pozbawioną podstaw biblijnych.
Zmarł wskutek epidemii morowego powietrza, które nawiedziło Lublin w roku 1567.